# Carichí
Carichí es una población del estado mexicano de Chihuahua, es cabecera del Municipio de Carichí.

## Etimología
El nombre proviene de la palabra en Idioma tarahumara Karichí que significa: Lugar de casas o caserío.

## Geografía
Está situado en la Sierra Tarahumara, parte de la Sierra Madre Occidental.
Colinda al norte con Guerrero y Cusihuiriachi, al este con San Francisco de Borja, al sur con Nonoava y Guachochi y al oeste con Bocoyna.

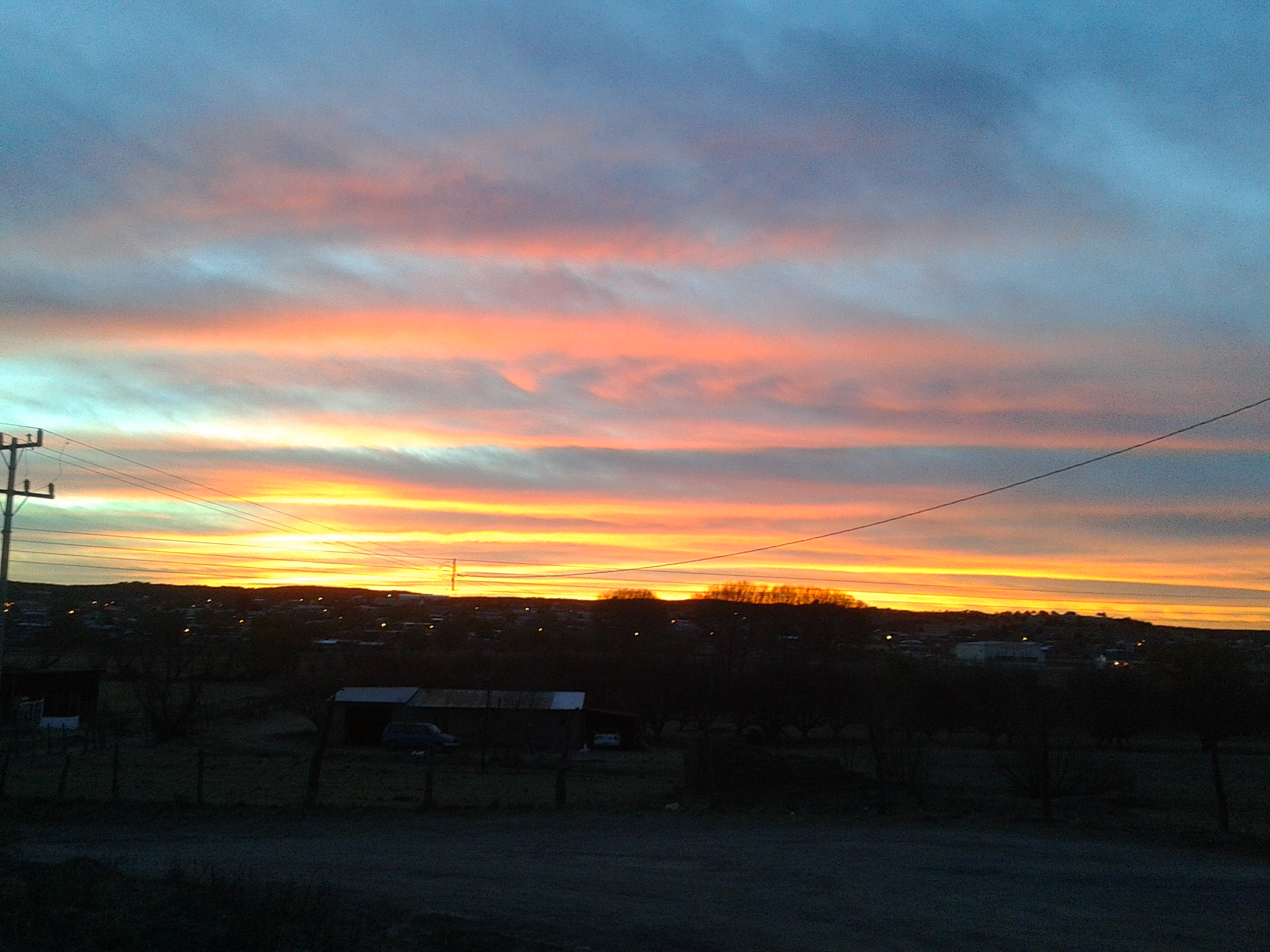
Atardecer en Carichí. Febrero de 2014.

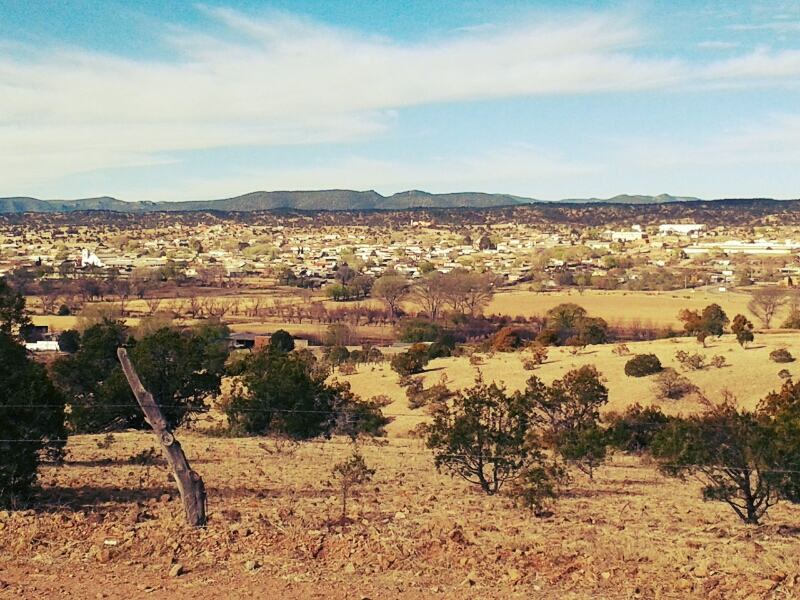
. Carichi 2012.

## Demografía
Según el Conteo de Población y Vivienda de 2020 realizado por el Instituto Nacional de Estadística y Geografía, la población de Carichí es de 1,830 habitantes.

## Representación legislativa

### Local
- Distrito electoral local 22 de Chihuahua con cabecera en Guachochi.

## Presidentes municipales
- (1989 - 1992): Manuel David Aranda Miranda
- (1992 - 1995): Héctor Guzmán Guzmán
- (1995 - 1998): Ramiro Pérez Torres
- (1998 - 2001): Baldimiro Vázquez Bernal
- (2001 - 2004): Jesús Manuel Paredes
- (2004 - 2007): Santiago Martínez Gutiérrez
- (2007 - 2010): Baldimiro Vázquez Bernal
- (2010 - 2013): Ignacio Leonel Varela Ortega
- (2013 - 2016): Cipriano Enriquez
- (2016 - 2018): Rosa Hilda Villareal Miranda
- (2018 - 2021): Santos Cordero Rodelas
- (2021 - 2024): Iván Alejandro Gutiérrez Villarreal